# Kodály körönd (metropolitana di Budapest)
Kodály körönd è una stazione della linea M1 della metropolitana di Budapest.
È situata sul territorio del VI distretto, all'incrocio fra lo storico viale Andrássy út e la piazza omonima intitolata a Zoltán Kodály.
La fermata si trova inoltre sul percorso della linea Linea M1, nel tratto compreso fra Vörösmarty utca e Bajza utca.
L'inaugurazione avvenne nel 1896, anno in cui furono aperte gran parte delle altre attuali stazioni della M1. Banchine e binari sono collocati ad una profondità di circa 3 metri sotto il livello del suolo.

## Interscambi
Nelle vicinanze della stazione effettua fermata una linea urbana automobilistica.
- Fermata autobus